# Martin Pedersen (landmand)
 Der er flere personer med dette navn, se Martin Pedersen.
Martin Pedersen, R. D.Ht.  (11. november 1860 - 6. juni 1939) var en dansk landmand og officer.
Martin er søn af Peter Christian Pedersen og Sidsel Marie Nielsen, og blev født den 11. november 1860 i Rakkeby nær Hjørring. Han kom som ung dreng ud og tjene, kom i værnepligt og fortsatte sin militærkarriere som sergent. Han forsatte på officersskolen, blev sekondløjtnant i 1887 og premierløjtnant 1892. I 1908-1912 var han kaptajn af reserven.
Han købte i 1902 Ebbestrupgård på 90 hektar ved Ødum, hvor han drev sit landbrug frem til 1913. Her flyttede han til Hadsten, hvor han fra 1913-22 var formand for Hadsten og omegns landboforening, og forblev æresmedlem i foreningen som følge af hans ihærdige indsats. I 1928 flyttede han til Hjørring, hvor hans indsats i landbruget førte til udnævnelse til æresmedlem for Hjørring amts landøkonomiske selskab. Han var også kendt under navnet Kaptajn P.